# 船井美玖
船井 美玖（ふない みく、2001年4月27日 - ）は、日本のタレント、アイドル。APL、月刊PAMのメンバー。元ザ・コインロッカーズのメンバー。所属事務所は、APPEAL、コンプ・アニ。

## 略歴・人物
ミスiD2017でファイナリストに残る。坂道合同オーディション最終メンバー。2018年から2021年までザ・コインロッカーズのメンバーとして活動。2022年ザ・コインロッカーズの元メンバーの宇都宮未来、森ふた葉と共にAPLのメンバーとして写真展実施。
2022年4月事務所「APPEAL」設立。ほかメディア出演多数。
2022年、ミスマガジン2022ベスト16に選ばれる。
2023年、宇都宮未来と共に「月刊PAM」を結成。

## 作品
- APL写真展「appeal」[3]（2022/2/18(金) 〜 2022/2/20(日)(JST)
- 写真集「空気 記録」[4]
- デジタル写真集「The night is long that never finds the day.」[5]（週プレ PHOTO BOOKシリーズ、集英社、2022年4月11日刊行）

## 出演
- 髪は短し 恋せよ乙女｜Short Hair Fan Club[6]
- Kanta Endo着用モデル
- 週刊プレイボーイ2022年4月25日号[7][8][9][10]（集英社、2022年4月11日刊行）
- 週刊プレイボーイ（2023年12月11日号）[11]
- Qrosの女 スクープという名の狂気 第5話（2024年11月4日、テレビ東京） - 女子高生 役[12]

## 外部サイト
- 公式サイト
- 船井美玖 (@Funai_Miku) - X（旧Twitter）
- 船井美玖 (@funai_miku) - Instagram
- ふないちゃん (@funai_miku) - TikTok
- APL(アペル) (@APL_appeal) - X（旧Twitter）
- 船井美玖YouTube